# Zdravko Lazarov
Zdravko Lazarov (Gabrovo, 1976. február 20. –) bolgár labdarúgó, aki csatárként játszik. Jelenleg a CSZKA Szófiában játszik, emellett a bolgár labdarúgó-válogatottnak is tagja.

## Külső hivatkozások
- LEVSKI2000
- TFF statisztika
- LevskiSofia.info (statisztika) (angolul)